# Cratere Apia
Apia  è un cratere sulla superficie di Marte.